# Châteaufort (Yvelines)
Pour les articles homonymes, voir Châteaufort.
Châteaufort est une commune du département des Yvelines, dans la région Île-de-France, en France, à neuf kilomètres environ au sud de Versailles et à 27 km au sud-ouest de Paris.

## Géographie

### Localisation
Châteaufort est une petite localité située en partie sur le plateau de Saclay et dans la vallée de Chevreuse, en limite de l'Essonne.
Elle fait partie du parc naturel régional Haute Vallée de Chevreuse.

### Hydrographie
Elle est irriguée par la Mérantaise, petite rivière affluent de l'Yvette.

### Communes limitrophes
| Guyancourt        | Buc         | Toussus-le-Noble            |
|                   | Châteaufort |                             |
| Magny-les-Hameaux |             | Villiers-le-Bâcle (Essonne) |

### Climat
Pour des articles plus généraux, voir Climat de l'Île-de-France et Climat des Yvelines.
En 2010, le climat de la commune est de type climat océanique dégradé des plaines du Centre et du Nord, selon une étude du CNRS s'appuyant sur une série de données couvrant la période 1971-2000. En 2020, Météo-France publie une typologie des climats de la France métropolitaine dans laquelle la commune est exposée à un climat océanique altéré et est dans la région climatique Sud-ouest du bassin Parisien, caractérisée par une faible pluviométrie, notamment au printemps (120 à 150 mm) et un hiver froid (3,5 °C).
Pour la période 1971-2000, la température annuelle moyenne est de 10,8 °C, avec une amplitude thermique annuelle de 15 °C. Le cumul annuel moyen de précipitations est de 700 mm, avec 11 jours de précipitations en janvier et 8,1 jours en juillet. Pour la période 1991-2020, la température moyenne annuelle observée sur la station météorologique la plus proche, située sur la commune de Toussus-le-Noble à 2 km à vol d'oiseau, est de 11,5 °C et le cumul annuel moyen de précipitations est de 677,0 mm,. Pour l'avenir, les paramètres climatiques de la commune estimés pour 2050 selon différents scénarios d'émission de gaz à effet de serre sont consultables sur un site dédié publié par Météo-France en novembre 2022.
| Mois                                  | jan.             | fév.             | mars           | avril           | mai           | juin           | jui.           | août          | sep.           | oct.            | nov.             | déc.           | année      |
| ------------------------------------- | ---------------- | ---------------- | -------------- | --------------- | ------------- | -------------- | -------------- | ------------- | -------------- | --------------- | ---------------- | -------------- | ---------- |
| Température minimale moyenne (°C)     | 1,6              | 1,4              | 3,5            | 5,5             | 8,9           | 12,1           | 13,9           | 13,6          | 10,6           | 8               | 4,5              | 2,1            | 7,1        |
| Température moyenne (°C)              | 4,2              | 4,7              | 7,8            | 10,6            | 14,1          | 17,4           | 19,6           | 19,4          | 15,8           | 11,9            | 7,4              | 4,6            | 11,5       |
| Température maximale moyenne (°C)     | 6,7              | 8                | 12,1           | 15,8            | 19,3          | 22,8           | 25,2           | 25,2          | 21             | 15,9            | 10,4             | 7,1            | 15,8       |
| Record de froid (°C) date du record   | −17,4 17.01.1985 | −12,8 07.02.1991 | −10,2 13.03.13 | −5,1 12.04.1986 | −2 03.05.1967 | 1,6 04.06.1991 | 4,9 09.07.1965 | 4,7 21.08.14  | 1,1 30.09.1995 | −4,2 30.10.1985 | −11,3 30.11.1969 | −14 31.12.1970 | −17,4 1985 |
| Record de chaleur (°C) date du record | 15,1 28.01.02    | 21,1 27.02.19    | 25,1 31.03.21  | 28,3 20.04.18   | 31,7 27.05.05 | 37,5 21.06.17  | 40,8 25.07.19  | 39,3 12.08.03 | 35,1 09.09.23  | 29,8 01.10.1985 | 20,7 01.11.14    | 16,7 07.12.00  | 40,8 2019  |
| Précipitations (mm)                   | 55,3             | 46,9             | 49,5           | 49,6            | 68,2          | 55,4           | 53,3           | 58,2          | 52,1           | 61,3            | 60,8             | 66,4           | 677        |

## Urbanisme

### Typologie
Au 1er janvier 2024, Châteaufort est catégorisée ceinture urbaine, selon la nouvelle grille communale de densité à sept niveaux définie par l'Insee en 2022.
Elle est située hors unité urbaine. Par ailleurs la commune fait partie de l'aire d'attraction de Paris, dont elle est une commune de la couronne,. Cette aire regroupe 1 929 communes,.

### Occupation des solssimplifiée
Le territoire de la commune se compose en 2017 de 66,68 % d'espaces agricoles, forestiers et naturels, 21,44 % d'espaces ouverts artificialisés et 11,88 % d'espaces construits artificialisés.

### Transports et voies de communications

#### Réseau routier
Elle est desservie par la route départementale 36, reliant Palaiseau et Saclay à l'est à la ville nouvelle de Saint-Quentin-en-Yvelines à l'ouest, et traversée par la route départementale 938, la reliant à Buc au nord et à Magny-les-Hameaux au sud.

## Toponymie
Le nom de la localité est attesté sous la forme de Castelloforte en 1069.
Ce mot est issu du latin castellum, « Village fortifié ».
La commune doit son nom à la présence, au Moyen Âge, de trois châteaux forts sur son territoire.

## Histoire
Les trois anciens châteaux de la commune avaient pour nom : « le Donjon », le château « de la Motte ou de Marly » et le « château du Gavois » ; ajoutons à ces trois anciennes fortifications le « fief d'Ors ou Orce ».
Des remparts dont il ne reste que quelques ruines, s'élevaient à la cime d'un coteau escarpé, au-dessus d'un ruisseau, la Mérantaise, qui se jette dans l'Yvette et qui limite au sud-ouest le plateau de Saclay. La vallée profonde de près de 50 m au niveau de Châteaufort présente une dénivellation assez abrupte pour permettre l’établissement d’un poste de surveillance. Le nom de la commune indique la vocation du lieu où fut édifiée un système de tours de défense du Hurepoix en balcon sur la dépression.
Ce lieu jadis considérable fut, au Xe siècle ou XIe siècle, choisi pour être le chef-lieu d'une contrée du diocèse de Paris. Châteaufort avait alors deux églises et un prieuré, l'une pour le bourg, attenante au prieuré, l'autre pour les manants établis hors des murs, au lieu-dit la Trinité. La première existe encore, la seconde est détruite.
Au XIe siècle, Gui II de Montlhéry le Rouge était seigneur de Châteaufort et en 1112, Hugues de Montlhéry, dit de Crécy ou de Pomponne, grand sénéchal de France, son fils, prit le titre.
Au XIIe siècle, Louis le Gros confisqua cette terre à Hugues de Crécy.
Au XIIIe siècle, il y avait une léproserie.
Une seigneurie est attestée en 1354.
En 1480, Louis XI donne la terre de Châteaufort à Louis de Brabant.
En 1529, François Ier en fit cadeau à Jean de la Barre.
En 1616, elle passa dans la maison de Guise, et le 27 juin 1650 dans celle de Charles d'Escoubleau, marquis de Sourdis.
Le château d'Ors est bâti en 1637 par Jean de Luynes. Abandonné par son héritier en 1951, il sombra dans l'oubli jusqu'en 1984, date à laquelle furent créés les premiers spectacles historiques. Le domaine est alors racheté par la municipalité. On peut toujours admirer la chapelle, le moulin à eau restauré par le parc naturel régional Haute Vallée de Chevreuse, le bel ensemble des communs, le dôme abritant une rare glacière intacte, l'orangerie, les loges de gardes décorées de bas-reliefs de terre cuite (œuvres d'Augustin Pajou en 1784), le pont-galerie, dont l'arche médiévale fut ornée d'arcades couvertes au début du XIXe siècle. On voit un château et un moulin sur une carte de 1694.
Ruiné par les guerres civiles religieuses, Châteaufort devint un village pauvre.
Avant 1809, construction d'un nouveau château dont on voit l'emplacement sur le cadastre napoléonien. Il est détruit en 1951.
Au cours de son histoire, la commune de Châteaufort a fait partie de trois départements différents :
1. 1790 : création du département de Seine-et-Oise (78) auquel est rattachée Châteaufort. Le code Insee attribué en 1943 est 78143.
2. Loi du 10 juillet 1964, Journal officiel du 12 juillet 1964 avec effet au 1er janvier 1968 : Châteaufort est rattachée au nouveau département de l'Essonne (91) lors de la partition de la Seine-et-Oise. Le code Insee devient 91143.
3. Décret du  21 novembre 1969, Journal officiel du 28 novembre 1969 et effet au 29 novembre 1969 : Châteaufort est rattachée au département des Yvelines (78) et retrouve son ancien code Insee 78143.

Le 6 décembre 2012, le village a accueilli la neuvième saison de Star Academy diffusée sur NRJ12 et AB3 (Belgique).
Depuis le 1er janvier 2013, il fait partie de la communauté d'agglomération de Versailles Grand Parc.

### L'aérodrome de Châteaufort
Le 19 août 1913, le Français Adolphe Pégoud (de son véritable prénom Célestin) au départ de l'aérodrome Borel à Châteaufort (Yvelines), expérimenta le premier saut en parachute depuis un avion en abandonnant un vieux Blériot XI sacrifié pour l'occasion. Une fois libéré de son pilote, l'avion livré à lui-même forma dans le ciel de curieuses arabesques avant de s’écraser au sol. Ces manœuvres donnèrent à Pégoud l'idée de réaliser des figures aériennes jusqu’ici impensables pour l'époque. C'est ainsi qu'il effectua, dans les semaines suivantes, le premier vol sur le dos et l'un des tout premiers loopings de l'histoire, devenant ainsi le précurseur de la voltige aérienne.
C'est à Châteaufort que périrent André Salel et son mécanicien Roger Robin dans l’après-midi du 18 juin 1934 en réalisant le deuxième d’essai du prototype d’avion de combat F 420-01 de Farman. Maryse Hilsz, la compagne d'André Salel, fit ériger, à l’endroit même où l’avion s’était écrasé, une stèle en mémoire du pilote et de son mécanicien. La stèle fut inaugurée le 18 juin 1935, un an après l’accident.

## Politique et administration

### Liste des maires
| Période                                  | Période  | Identité          | Étiquette | Qualité |
| ---------------------------------------- | -------- | ----------------- | --------- | ------- |
| Les données manquantes sont à compléter. |          |                   |           |         |
| 2004                                     | 2020     | Patrice Pannetier |           |         |
| 2020                                     | En cours | Patrice Berquet   |           |         |

## Équipements et services publics

### Enseignement
Châteaufort fait partie de l'académie de Versailles.

## Population et société

### Démographie

#### Évolution démographique
L'évolution du nombre d'habitants est connue à travers les recensements de la population effectués dans la commune depuis 1793. Pour les communes de moins de 10 000 habitants, une enquête de recensement portant sur toute la population est réalisée tous les cinq ans, les populations de référence des années intermédiaires étant quant à elles estimées par interpolation ou extrapolation. Pour la commune, le premier recensement exhaustif entrant dans le cadre du nouveau dispositif a été réalisé en 2008.

En 2022, la commune comptait 1 540 habitants, en évolution de +11,59 % par rapport à 2016 (Yvelines : +2,72 %, France hors Mayotte : +2,11 %).
| 1793 | 1800 | 1806 | 1821 | 1831 | 1836 | 1841 | 1846 | 1851 |
| ---- | ---- | ---- | ---- | ---- | ---- | ---- | ---- | ---- |
| 414  | 466  | 523  | 545  | 524  | 570  | 624  | 574  | 591  |

| 1856 | 1861 | 1866 | 1872 | 1876 | 1881 | 1886 | 1891 | 1896 |
| ---- | ---- | ---- | ---- | ---- | ---- | ---- | ---- | ---- |
| 482  | 553  | 593  | 564  | 591  | 637  | 693  | 692  | 704  |

| 1901 | 1906 | 1911 | 1921 | 1926 | 1931 | 1936 | 1946 | 1954 |
| ---- | ---- | ---- | ---- | ---- | ---- | ---- | ---- | ---- |
| 693  | 706  | 644  | 623  | 605  | 575  | 558  | 577  | 677  |

| 1962 | 1968 | 1975 | 1982 | 1990  | 1999  | 2006  | 2008  | 2013  |
| ---- | ---- | ---- | ---- | ----- | ----- | ----- | ----- | ----- |
| 717  | 749  | 812  | 769  | 1 427 | 1 453 | 1 409 | 1 401 | 1 388 |

| 2018  | 2022  | - | - | - | - | - | - | - |
| ----- | ----- | - | - | - | - | - | - | - |
| 1 408 | 1 540 | - | - | - | - | - | - | - |

#### Pyramide des âges
En 2018, le taux de personnes d'un âge inférieur à 30 ans s'élève à 35,6 %, soit en dessous de la moyenne départementale (38 %). De même, le taux de personnes d'âge supérieur à 60 ans est de 20,6 % la même année, alors qu'il est de 21,7 % au niveau départemental.
En 2018, la commune comptait 695 hommes pour 713 femmes, soit un taux de 50,64 % de femmes, légèrement inférieur au taux départemental (51,32 %).
Les pyramides des âges de la commune et du département s'établissent comme suit.
| Hommes | Classe d’âge | Femmes |
| ------ | ------------ | ------ |
| 0,1    | 90 ou +      | 1,0    |
| 3,5    | 75-89 ans    | 4,1    |
| 17,7   | 60-74 ans    | 14,9   |
| 23,9   | 45-59 ans    | 26,8   |
| 18,1   | 30-44 ans    | 18,8   |
| 16,3   | 15-29 ans    | 13,9   |
| 20,4   | 0-14 ans     | 20,6   |

| Hommes | Classe d’âge | Femmes |
| ------ | ------------ | ------ |
| 0,6    | 90 ou +      | 1,4    |
| 6      | 75-89 ans    | 7,8    |
| 13,5   | 60-74 ans    | 14,8   |
| 20,7   | 45-59 ans    | 20,1   |
| 19,6   | 30-44 ans    | 19,9   |
| 18,5   | 15-29 ans    | 16,8   |
| 21,2   | 0-14 ans     | 19,2   |

### Sports et loisirs

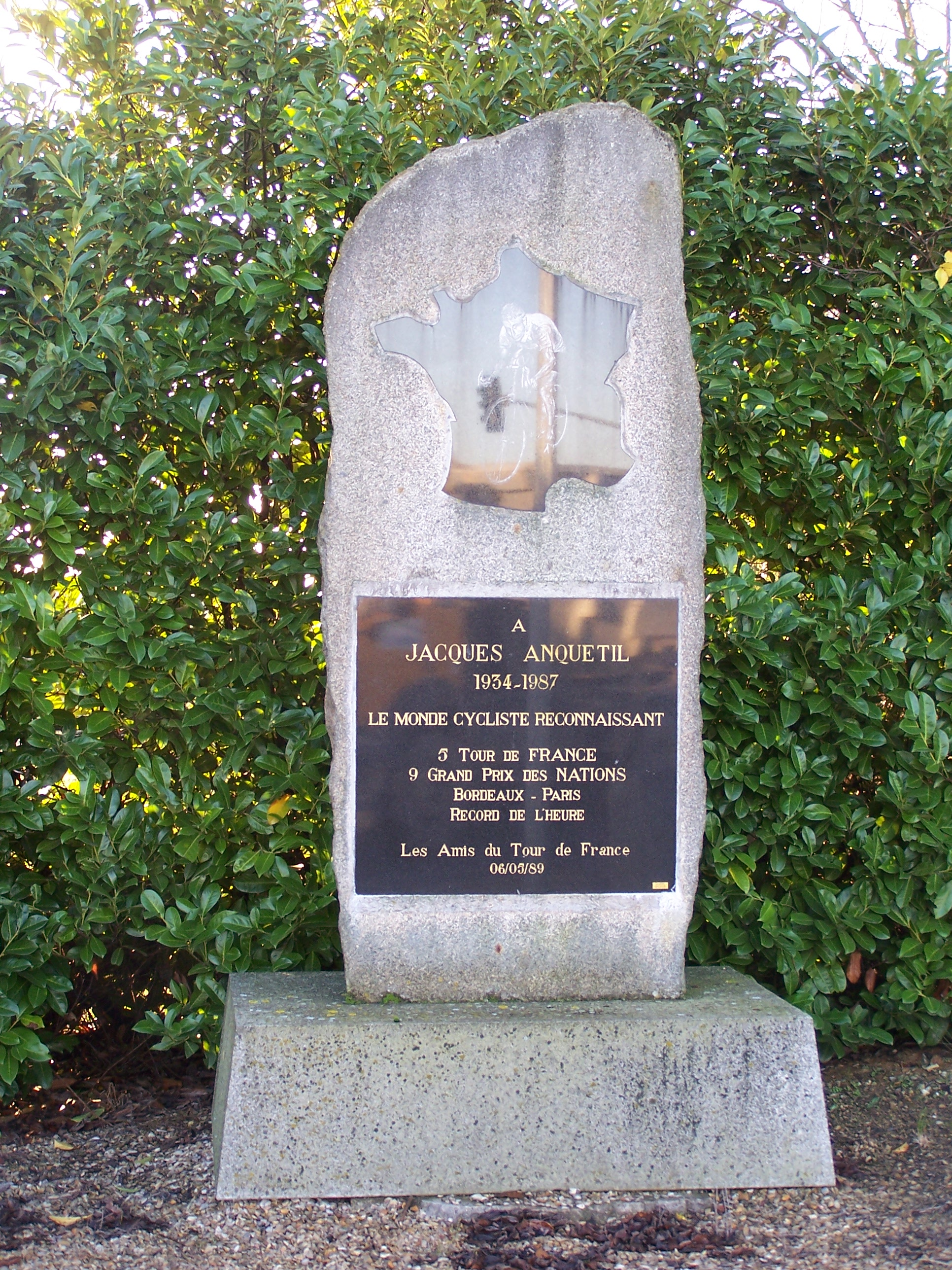
Stèle à la mémoire de Jacques Anquetil.

Au carrefour des routes départementales 36 et 938, au sommet de la côte de la Trinité, une statue en bronze de Jacques Anquetil sur son vélo avait été érigée, en mars 1989, après la mort du champion cycliste survenue en novembre 1987. Cette statue a été rapidement volée pour être sans doute revendue pour la valeur du bronze. Elle est aujourd'hui remplacée par une stèle portant la plaque commémorative qui était restée.

## Économie
Le siège social français de la société Nortel était installé sur le territoire communal, avant d'être racheté par la société Kapsch.

## Culture locale et patrimoine

### Lieux et monuments
- Le château du Gavois sur une ancienne motte castrale appartenant aux Montlhéry - (location de salles pour évènements).
- Le château de la Geneste, construit au XIXe siècle. Il compte un domaine abritant un terrain hippique, des écuries et des dépendances. En 2012-2013, il accueille les élèves de la saison 9 de Star Academy[25].
- Le Donjon : la moitié du niveau inférieur de ce donjon circulaire, qui faisait 18,6 mètres de diamètre à la base et devait s'élever à une hauteur d'environ 36 mètres, constitue le seul vestige du château fort édifié aux XIe et XIIe siècles. Ses murs ont une épaisseur de 3 mètres et ont 4 larges contreforts quadrangulaires. La tour est conservée uniquement sur sa moitié inférieure correspondant à une salle basse. On remarque un corbeau de pierre orné d'une figure grimaçante, un couloir de latrines et les vestiges de deux archères[26].
- Le château de la Motte ou de Marly : bâti sur le sommet de la motte de Marly se trouve le plus ancien des châteaux forts du village. Il est au centre de l'éperon qui surplombe la vallée. Il fut possession du chevalier Amaury, de la maison de Gometz[27] et fondateur du prieuré Saint-Christophe avec l'autorisation des seigneurs dominant du site, les Montlhéry. On y trouve aujourd'hui une maison bourgeoise qui s'élève sur deux niveaux avec un étage de comble.
- L'église Saint-Christophe se trouve sur le lieu d'un ancien prieuré cité en 1068. L’église actuelle, de style Napoléon III, date de 1848. On peut contempler la petite crypte du prieuré contiguë, restaurée en 1982.
- Une grotte ornée (voir : Monuments mégalithiques des Yvelines)[réf. nécessaire].
- La réserve naturelle du Domaine d'Ors, espace naturel protégé située dans la vallée de la Mérantaise[28].
- La Maison des Sœurs sélectionnée par la Fondation du patrimoine de Stéphane Bern pour le Loto du Patrimoine 2022[29].

### Galerie

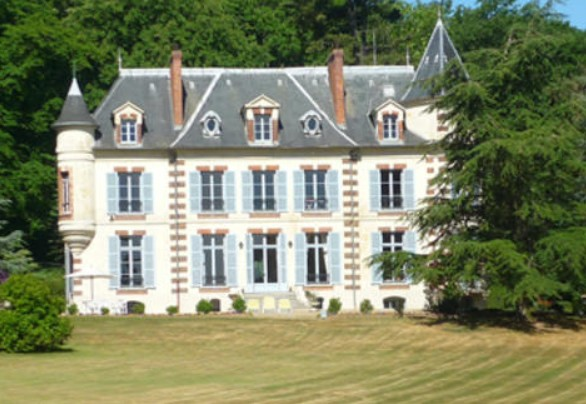
Le château de la Geneste.
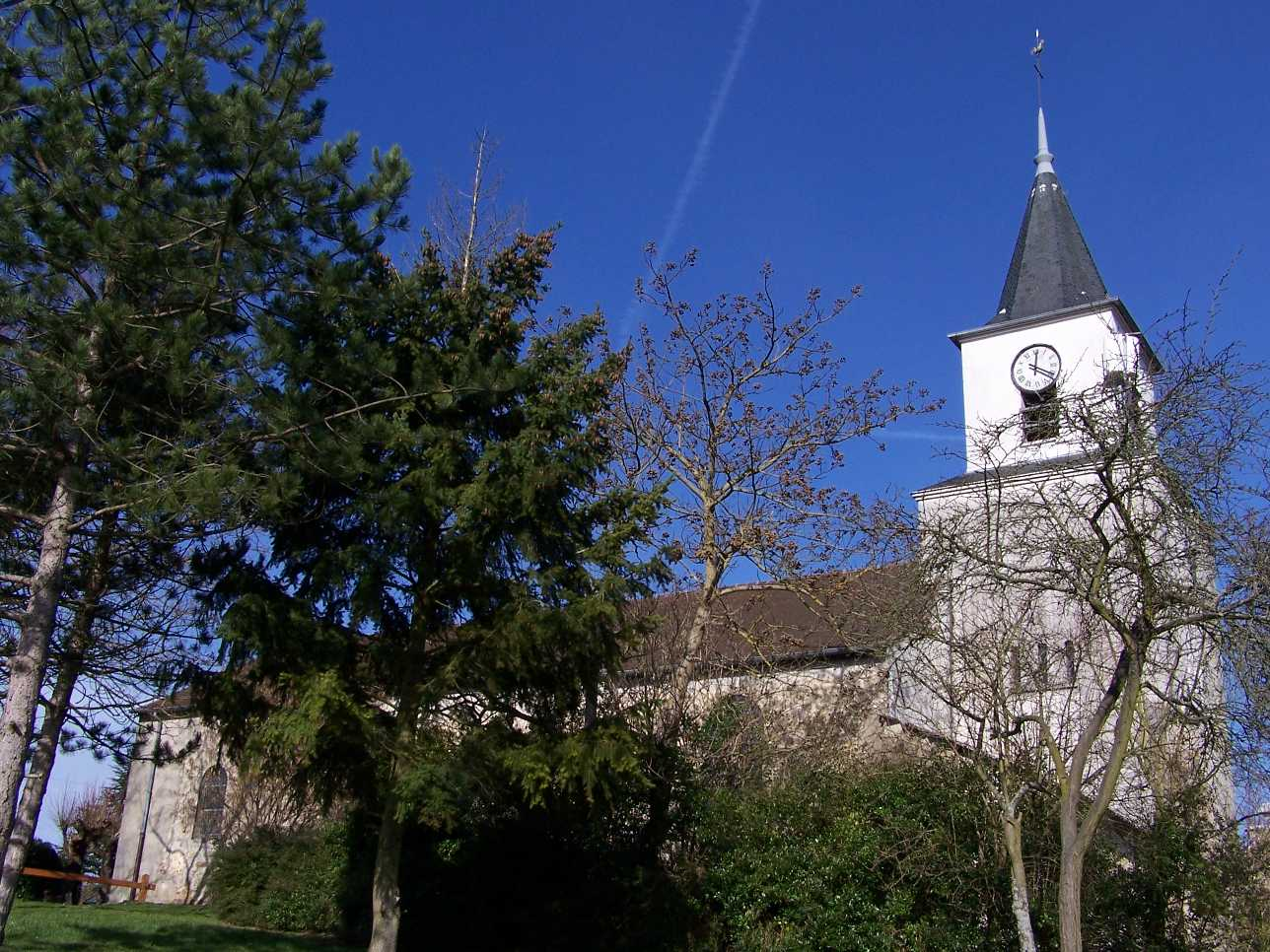
L'église Saint-Christophe.
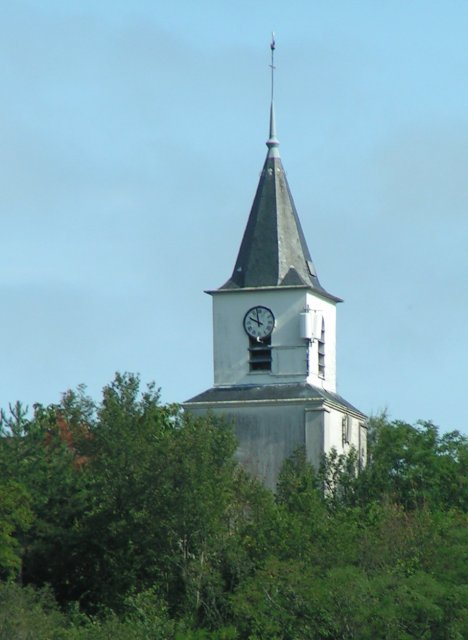
Clocher de l'église.
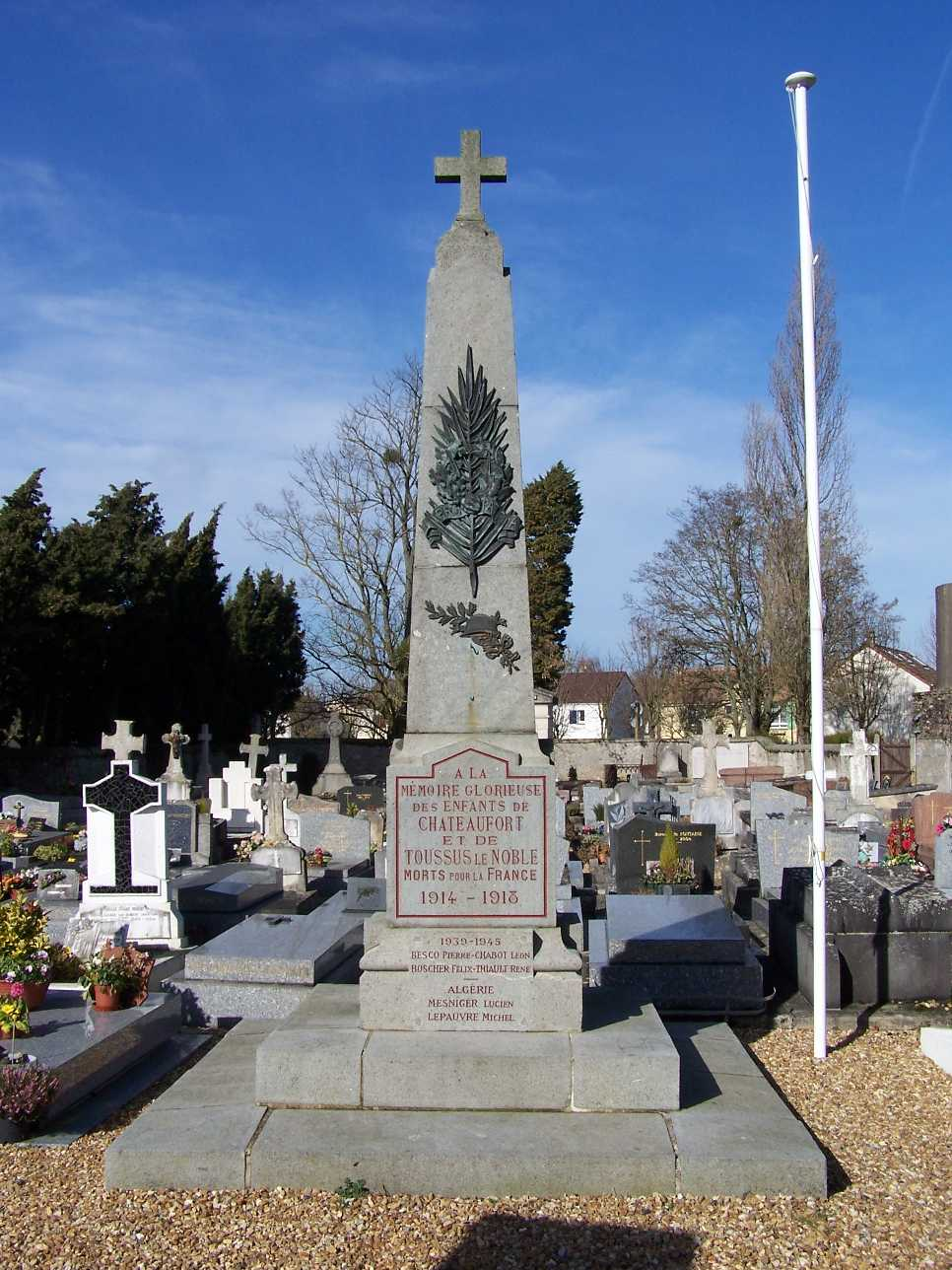
Le monument aux morts (au cimetière).
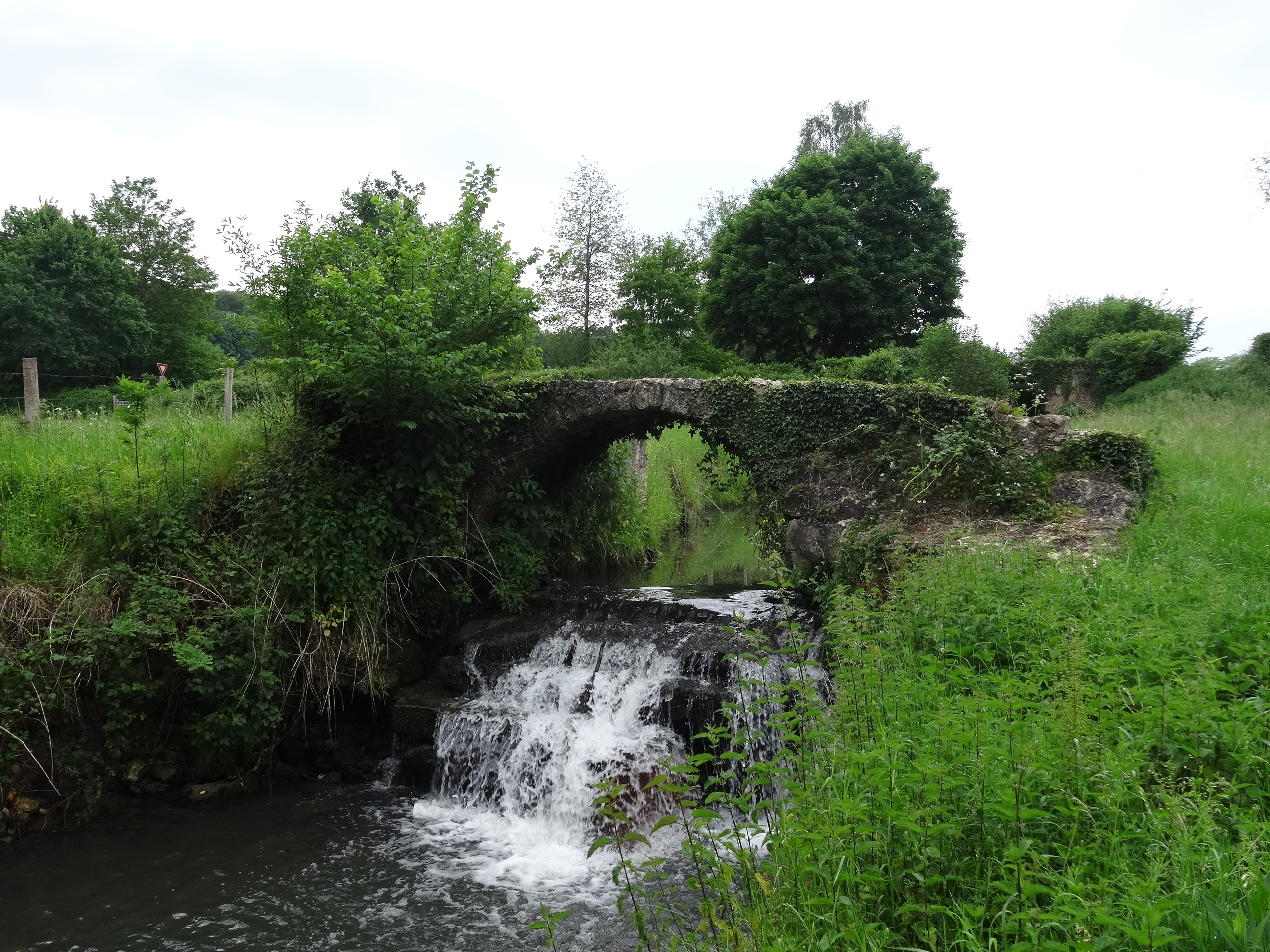
Réserve naturelle du Domaine d'Ors.

### Personnalités liées à la commune
- Adolphe Pégoud (1889-1915), aviateur. Il a effectué ici son premier saut en parachute, en 1913, depuis un avion Blériot,
- André Salel (1904-1934), aviateur, mort à Châteaufort alors qu'il effectue un vol d'essai d'un avion de combat.

### Héraldique
| Blason de Châteaufort (Yvelines) | Blason  | De gueules au château fort d'argent maçonné et ajouré de sable, ouvert du champ, mouvant de la pointe, donjonné et flanqué de quatre échauguettes, le donjon chargé d'un écusson d'azur fretté d'or. |
| Blason de Châteaufort (Yvelines) | Détails | |